# Campeonato Sergipano de Futebol de 1968
O Campeonato Sergipano de Futebol de 1968 foi a 45º edição da divisão principal do campeonato estadual de Sergipe. O campeão foi o Confiança que conquistou seu 6º título na história da competição.

## Premiação
| Campeonato Sergipano de 1968  |
| Aracaju                       |
| ----------------------------- |
| Confiança Campeão (6º título) |